# Hugo Eickhoff (Politiker)
Hugo Eickhoff (* 26. September 1906 in Wandsbek; † 15. Dezember 1944 bei Focșani, Rumänien) war ein deutscher Politiker (KPD) und Widerstandskämpfer gegen das NS-Regime. Er war Mitglied der Hamburgischen Bürgerschaft.

## Leben
Nach der Volksschule absolvierte Eickhoff eine dreijährige kaufmännische Lehre. Er arbeitete anschließend als Handlungsgehilfe. Zunächst war er in der bürgerlichen Jugendbewegung organisiert, bevor er 1927 über den Arbeiter-Foto-Bund erste Kontakte zur KPD hatte. 1929 schloss er sich dem Verband Proletarischer Freidenker an. 1930 wurde er Mitglied im Kommunistischen Jugendverband Deutschlands (KJVD) und dessen Politischer Leiter in Eimsbüttel. Von 1931 bis 1933 war er Organisationsleiter des KJVD-Bezirkes Wasserkante. Vom September 1931 bis 1933 gehörte er als Mitglied der KPD-Fraktion der Hamburgischen Bürgerschaft an. Zusammen mit Willi Mohn führte Eickhoff 1933 den Hamburger KJVD in die Illegalität. 
Eickhoff, der bis Anfang 1943 in Eimsbüttel wohnte, konnte zunächst allen Verhaftungsaktionen entgehen, wurde jedoch Ende 1942 oder im Rahmen der Aktion „Gewitter“ im August 1944 festgenommen und ins KZ Sachsenhausen verbracht. Ende 1944 wurde er in das SS-Sonderbataillon Dirlewanger zwangsrekrutiert. Nach Gefechten der Sondereinheit in Nordungarn und weiteren Stationen in Hatvan, Jászberény und Poroslov soll Eickhoff Mitte Dezember 1944 auf dem Weg ins rumänische Focșani gefallen sein. Als offizielles Todesdatum gilt der 15. Dezember 1944. 
Es ist jedoch nicht auszuschließen, dass Eickhoff nicht gefallen, sondern in der Nacht vom 14. auf den 15. Dezember 1944
„im Zusammenhang mit der Massendesertation von Hunderten in das Strafbataillon gezwungener Häftlinge zur Roten Armee ums Leben“ gekommen ist.

## Ehrungen

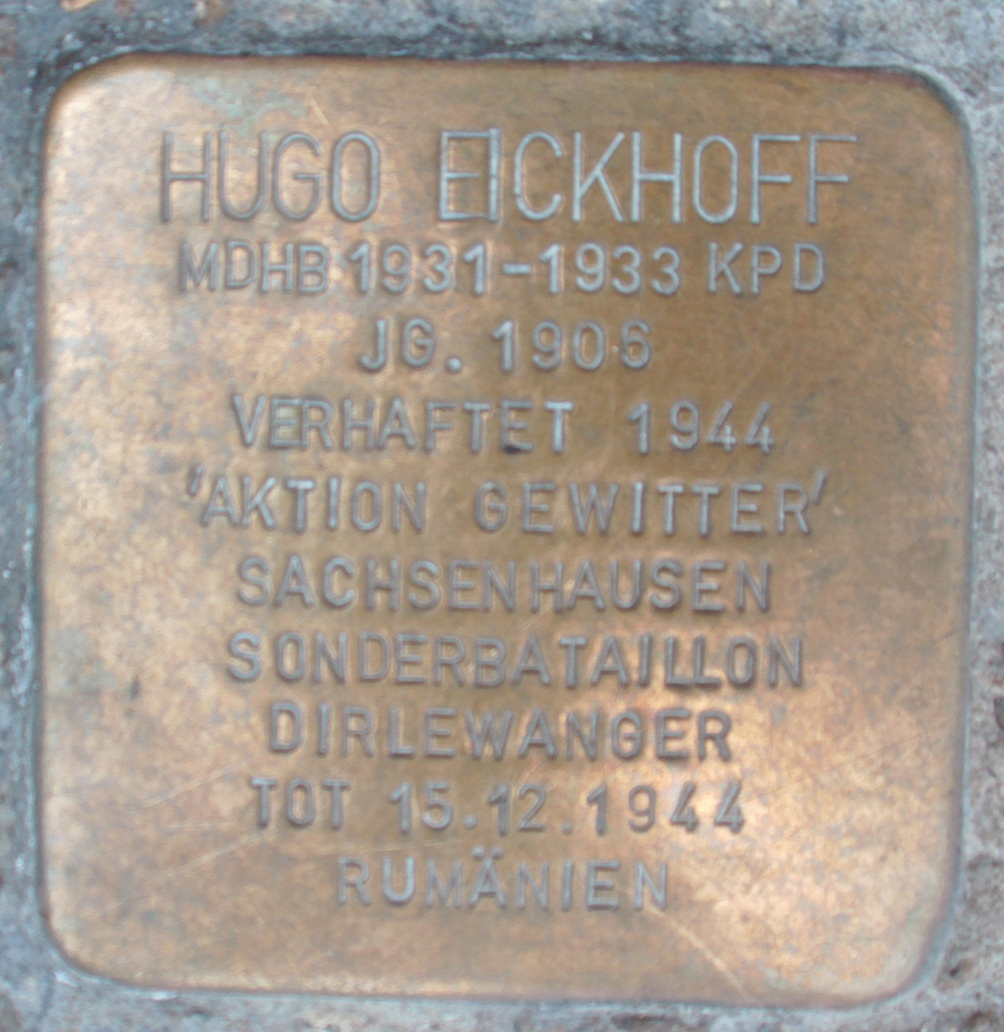
Stolperstein für Eickhoff

Für Eickhoff wurde in der Hamburger Altstadt (Rathausmarkt 1) ein Stolperstein verlegt.